# Степановское сельское поселение (Костромская область)
Степа́новское се́льское поселе́ние — муниципальное образование (сельское поселение) в Галичском районе Костромской области.
Административный центр — деревня Степаново.

## История
Степановское сельское поселение образовано 30 декабря 2004 года в соответствии с Законом Костромской области № 237-ЗКО, установлены статус и границы муниципального образования.
22 июня 2010 года в соответствии с Законом Костромской области № 626-4-ЗКО в состав Степановского сельского поселения были включены населённые пункты упразднённого Толтуновского сельского поселения.
До объединения в состав Степановского сельского поселения входили следующие населённые пункты:
Анциферово, Артемьевское, Астафьевское, Баулино, Беберово, Ваганово, Вальково, Воронино, Дьяконово, Зеленцино, Кокорюкино, Красная Заря, Курьяново, Лихарево, Лукьяново, Лысенино, Мелёшино, Морозовское, Никольское, Пестово, Покров-Пема, Семёновское, Степаново, Тентюково, Ушково, Фаладино, Фатьяново.
В состав Толтуновского сельского поселения входили::
Артищево, Быки, Вахнецы, Воробьёво, Головино, Горки, Емелево, Игорево, Кузнецово, Левково, Лежнино, Лодыгино, Лысково, Марфинское, Новинское, Олешь, Потапово, Пустынь, Салово, Седаково, Селиваново, Славистово, Сушлебино, Сынково, Толтуново, Туровское, Умиленье, Фофаново, Халдино, Целово.

## Население
| 2008  | 2010  | 2012  | 2013  | 2014  | 2015  | 2016  |
| ----- | ----- | ----- | ----- | ----- | ----- | ----- |
| 1789  | ↘1542 | ↘1491 | ↘1476 | ↗1503 | ↘1451 | ↘1406 |
| 2017  | 2018  | 2019  | 2020  | 2021  |       |       |
| ↘1398 | ↘1385 | ↘1335 | ↘1269 | ↘1260 |       |       |

## Состав сельского поселения
| №  | Населённый пункт | Тип населённого пункта          | Население |
| -- | ---------------- | ------------------------------- | --------- |
| 1  | Анциферово       | деревня                         | →5        |
| 2  | Артемьевское     | деревня                         | ↗24       |
| 3  | Артищево         | деревня                         | →6        |
| 4  | Астафьевское     | деревня                         | →0        |
| 5  | Баулино          | деревня                         | →3        |
| 6  | Беберово         | деревня                         | ↘17       |
| 7  | Быки             | деревня                         | ↗21       |
| 8  | Ваганово         | деревня                         | →0        |
| 9  | Вальково         | деревня                         | →1        |
| 10 | Вахнецы          | деревня                         | ↘8        |
| 11 | Воробьёво        | деревня                         | →0        |
| 12 | Воронино         | деревня                         | ↗4        |
| 13 | Головино         | деревня                         | ↗2        |
| 14 | Горки            | деревня                         | →1        |
| 15 | Дьяконово        | деревня                         | ↘12       |
| 16 | Емелево          | деревня                         | →0        |
| 17 | Зеленцино        | деревня                         | →6        |
| 18 | Игорево          | деревня                         | →0        |
| 19 | Кокорюкино       | деревня                         | →0        |
| 20 | Красная Заря     | посёлок                         | ↘32       |
| 21 | Кузнецово        | деревня                         | ↗3        |
| 22 | Курьяново        | посёлок                         | ↗394      |
| 23 | Левково          | деревня                         | ↘78       |
| 24 | Лежнино          | деревня                         | ↘4        |
| 25 | Лихарево         | деревня                         | →1        |
| 26 | Лодыгино         | деревня                         | →0        |
| 27 | Лукьяново        | деревня                         | →0        |
| 28 | Лысенино         | деревня                         | →0        |
| 29 | Лысково          | деревня                         | →0        |
| 30 | Марфинское       | деревня                         | →1        |
| 31 | Мелёшино         | деревня                         | ↗167      |
| 32 | Морозовское      | село                            | →13       |
| 33 | Никольское       | деревня                         | →0        |
| 34 | Новинское        | деревня                         | →0        |
| 35 | Олешь            | село                            | ↘163      |
| 36 | Пестово          | деревня                         | →0        |
| 37 | Покров-Пема      | деревня                         | →2        |
| 38 | Потапово         | деревня                         | →0        |
| 39 | Пустынь          | деревня                         | →0        |
| 40 | Салово           | деревня                         | →1        |
| 41 | Седаково         | деревня                         | →0        |
| 42 | Селиваново       | деревня                         | →0        |
| 43 | Семёновское      | деревня                         | →0        |
| 44 | Славистово       | деревня                         | →0        |
| 45 | Степаново        | деревня, административный центр | ↗596      |
| 46 | Сушлебино        | деревня                         | →0        |
| 47 | Сынково          | село                            | →0        |
| 48 | Тентюково        | деревня                         | →5        |
| 49 | Толтуново        | деревня                         | ↘190      |
| 50 | Туровское        | село                            | ↘85       |
| 51 | Умиленье         | село                            | ↗5        |
| 52 | Ушково           | деревня                         | →0        |
| 53 | Фаладино         | деревня                         | →0        |
| 54 | Фатьяново        | деревня                         | →7        |
| 55 | Фофаново         | деревня                         | →5        |
| 56 | Халдино          | деревня                         | →0        |
| 57 | Целово           | деревня                         | →1        |